# Condado de Westmoreland (Virgínia)
O Condado de Westmoreland é um dos 95 condados do estado estadunidense de Virgínia. A sede do condado e maior cidade é Montross. O condado possui uma área de 654 km² (dos quais 61 km² estão cobertos por água), uma população de 16 718 habitantes, e uma densidade populacional de 28 hab/km² (segundo o censo nacional de 2000). O condado, fundado em 1653, é a terra natal de George Washington.